# Essa Freira É uma Parada
Essa Freira É uma Parada é um filme brasileiro de 1977, dirigido por Roberto Machado, escrito por Ismar Porto, Lya de Almeida e Roberto Machado a partir do argumento de Ismar Porto e direção de fotografia de Ronaldo Nunes.

## Elenco
| Ator/Atriz        | Personagem        |
| ----------------- | ----------------- |
| Julciléa Telles   | Irmã Paula        |
| Humberto Catalano | Prefeito Tamarind |
| Afonso Stuart     | Padre Jeremias    |
| Cléa Simões       | Zefa              |
| Tetê Pritzl       | Ritinha           |
| Marga Abi Ramia   | Zizinha           |
| Catalina Bonaky   | Madre Helena      |
| Madalena Mâncio   | Amélia            |
| Hélio Guerra      | Pai Mundinho      |
| Conrado Freitas   | Padre Vicente     |
| Paulo Leite       | Arthur            |
| Fragam Odenir     | Tomaz             |
| Waldir Nunes      | Ananias           |